# Ана Бландиана
Ана Бландиана (на румънски: Ana Blandiana), с истинско име Отилия Валерия Коман (Otilia Valeria Coman) е румънска поетеса, есеистка, журналистка и общественичка, считана за най-голямата поетеса в румънската литература на ХХ век.

## Биография
Родена е на 25 март 1942 г. в Тимишоара. Баща ѝ е свещеник, който през комунизма прекарва много години в затвора, майка ѝ – счетоводителка. Дебютната ѝ книга излиза през 1952 г. в Клуж. За свой псевдоним избира името на родното село на майка си в Трансилвания. Заради произхода си и по-точно заради съдбата на баща си постоянно изпитва трудности при публикуване на произведенията си. През 1967 г. се премества за постоянно в Букурещ. През 1975 – 1977 г. работи като библиотекарка в Института за изобразително изкуство. От 1976 г. преводи на нейни произведения започват да се публикуват зад граница. От това време е под постоянно наблюдение от страна на тайните служби като дисидент.
След революцията от 1989 г. активно се включва в обществения и политическия живот на страната.

## Признание и награди
Тя е почетен президент на румънския ПЕН клуб, президент на правозащитния фонд Гражданска академия, основател и директор на Мемориала на жертвите на комунизма. Член е на поетическата академия „Стефан Маларме“, на Европейската академия на поезията, на Световната академия на поезията.
Носител е на наградата за поезия на Съюза на румънските писатели (1969), наградата за поезия на Румънската академия (1970), наградата за проза на Асоциацията на румънските писатели (1982), Хердерова награда (1982), Националната награда за поезия (1997), Наградата „Opera Omnia“ (2001), наградата на Виленица (2002), Ордена на почетния легион (2009) и на други национални и международни награди и отличия.
Почетен гражданин на Тимишоара (2002).